# Dzsessz-sztenderd

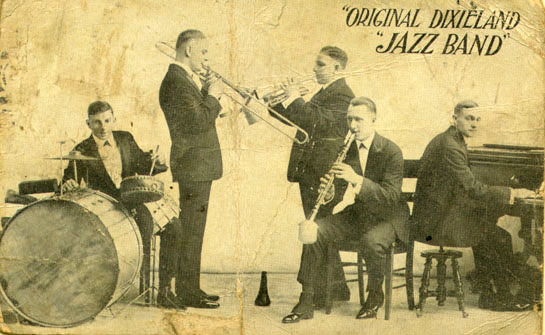
Original Dixieland Jass Band egy 1918-as promociós levelezőlapon

A dzsessz-sztenderdek olyan zeneszámok, amelyek a dzsessz repertoárdarabjai: örökzöldek.
Dzsessz-sztenderdek lehetnek szöveges dalok, és szöveg nélküli művek egyaránt. Sok eredetileg nem dzsesszzenei kompozíció is dzsessz-sztenderddé vált egy-egy dzsesszelőadó példáját követve. Így dzsessz-sztenderddé lettek egyes popzenei darabok, filmslágerek, de még komolyzenei dallamok is.
Jazz-standard (ejtsd és írd: dzsessz-sztenderd) bármi lehet. Lehet a Volgai hajóvontatók dala (ahogy Benny Goodman mutatta), Brahms egy magyar tánca (ahogy Oscar Peterson zongorázta), a Szomorú vasárnap (amelyet Billie Holiday is volt kedves túlcsordulón elénekelni), vagy akár Manuel de Falla Tűztánca (ahogy Buttola Ede Radiola Tánczenekara szerette, ’38-ban).

## Híres dzsessz-sztenderdek

### 1910-es évek
- St. Louis Blues, (William Christopher Handy) 1914.
- Indiana, ( Ballard MacDonald, James F. Hanle) 1917.
- After You've Gone, (Turner Layton, Henry Creamer) 1918.

### 1920-as évek

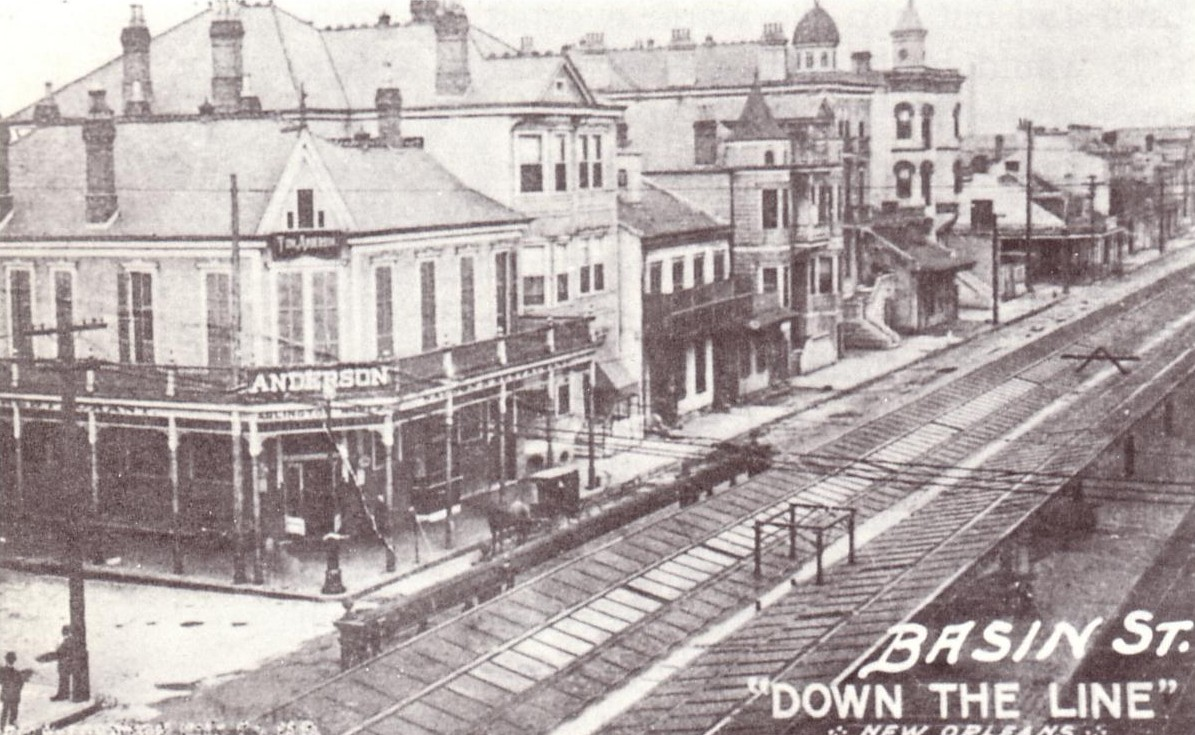

- Oh, Lady Be Good! (George Gershwin, Ira Gershwin) 1924.
- The Man I Love (George Gershwin), 1924.
- Sweet Georgia Brown (Ben Bernie & Maceo Pinkard, Kenneth Casey), 1925.
- Basin Street Blues (Spencer Williams), 1926.

- Honeysuckle Rose, (Fats Waller, Andy Razaf) 1929.
- Stardust, (Hoagy Carmichael, Mitchell Parish), 1929.
- Siboney, (Ernesto Lecuona),  1929.

### 1930-as évek

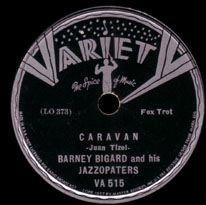
Caravan

- Body and Soul, (Edward Heyman, Robert Sour, Frank Eyton, Johnny Green) 1930.
- It Don't Mean a Thing (Duke Ellington) 1931.
- Minnie the Moocher, 1931, Cab Calloway and His Orchestra.
- Blue Moon, (Richard Rodgers, Lorenz Hart) 1934.
- I Can't Get Started (with You), (Vernon Duke, Ira Gershwin) 1935.
- Summertime, (George Gershwin, DuBose Heyward, Ira Gershwin) 1935.
- In a Sentimental Mood, Duke Ellington, 1935.
- Caravan (Juan Tizol, első előadója: Duke Ellington), 1936.
- My Funny Valentine, (Richard Rodgers, Lorenz Hart) 1937.
- Sweet Home Chicago, (Robert Johnson) 1937.
- All the Things You Are, (Jerome Kern, Oscar Hammerstein II) 1939.

### 1940-es évek
- How High the Moon (Nancy Hamilton, Louis Morgan) 1940.
- Besame mucho (Consuelo Velázquez) 1941.
- A Night in Tunisia (Dizzy Gillespie) 1942.
- C Jam Blues, or Duke's Place (Duke Ellington) 1942.

- Speak Low (Kurt Weill – Ogden Nash) 1943.
- Take The "A" Train (Duke Ellington) 1944.
- Hulló levelek (Les feuilles mortes, Autumn Leaves; Jacques Prévert – Joseph Kosma) 1945.

Duke's Place:

### 1950-es évek
- Petite Fleur (Sidney Bechet), 1957.
- Satin Doll (Duke Ellington), 1958.
- Take Five (Paul Desmond, Dave Brubeck Quartet), 1959.
- Afro Blue (Mongo Santamaría – arrangement by John Coltrane), 1959.

### 1960-as évek
- Hit the Road Jack (Percy Mayfield), 1960
- The Girl from Ipanema (Antônio Carlos Jobim), 1962

## Híres darabok
- Jimmy Cox: Nobody Knows When You're Down – 1923.
- Harry Warren: Chattanooga Choo Choo – 1941.
- Henri Betti: C’est si bon – 1947.
- Arthur Hamilton: Cry Me a River – 1953.
- Chick Corea: Spain – 1971.